# Glyphaea tomentosa
A Glyphaea tomentosa é uma espécie de planta com flor da família das Tiliaceae. Encontra-se apenas em Moçambique.